# Норбана Клара
Вижте пояснителната страница за други личности с името Норбан.
Норбана Клара (на латински: Norbana Clara) е знатна римлянка от нобилитета през 1 век.
Дъщеря е на Гай Норбан Флак (консул 24 пр.н.е.) и Корнелия. Баща ѝ е в добри отношения с император Август. По бащина линия е внучка на Гай Норбан Флак (консул 38 пр.н.е.). Сестра е на Гай Норбан Флак (консул 15 г.) и Луций Норбан Балб (консул 19 г.).